# Барок
Барок или бароко (из порт. pérola barroca – перла неправилног облика) је уметничко-културни период, који је владао у Европи између година 1600. и 1750. Настао је у Италији и проширио се по целој Европи и њеним колонијама.
Од почетка седамнаестог века у Европи се афирмишу велике националне монархије. Зачетнице модерних држава способне да освоје свет, Италија је била расцепкана и политички слаба, али је Рим и даље био центар уметности. Црква је присиљена да се супротстави ударима реформатора, била је принуђена да се мења, а промене у уметности довеле су до рађања новог стила барока, термин са значењем: бизаран, чудан.
Бежећи од затворених облика и класицизма претходне епохе, архитекте и вајари су тражили нове димензије израза и стварали раскошна дела, препуна сценских иновација и покрета. У потрагама за новим ефектима у третману боје и простора, сликари су и даље интерпретирали религиозне садржаје, али новине су уносили и у пејзаж, портрет, као и у интерпретацију природе. Италијанска сликарска школа касније је у страним уметницима добила своје велике интерпретаторе и велике иноваторе.
У осамнаестом веку барок се проширио преко Алпа где досеже свој невероватни домет у виду рококоа. Захваљујући раскошној уметности европских дворова и папског Рима тако је рођена грађанска уметност, више окренута реалности свакодневног живота, која је у Венецији и Фландрији добила прве центре свог развоја.

## Порекло назива
Настанак израза „барок“ тумачи се двојако. По једнима, он потиче од назива за неправилан драги камен који су од шеснаестог века користили јувелири у Португалији, док по другима овај назив је настао од имена четвртог облика друге фигуре схоластичког силогизма („свако П је М; неко С није М, дакле неко С није П“ — „сви лудаци су тврдоглави; неки људи нису тврдоглави, дакле, неки људи нису лудаци“).
Још око 1570. године у италијанском језику по аналогији са наведеним формално-логичким значењем појављује се израз „барокни судови“ у смислу нетачни, бесмислени судови. У седамнаестом и осамнаестом веку користи се у многим језицима као ознака за лош укус, неправилну уметност и сл. У историју уметности уводи га Јакоб Буркхарт (Цивилизација ренесансе у Италији, 1860) као ознаку за декаденцију високе ренесансе у развијеној архитектури противреформације у Италији, Немачкој и Шпанији. На поље књижевности преноси се готово случајно: италијански писац Ђозуе Кардучи објављује те исте 1860. есеј с насловом Барок писаца из 17. века (Barocco dei secentisti), а у наредним деценијама срећемо га слично употребљеног у Шпанији, затим код Ничеа, који пише да се „барокни стил појављује увек када велика уметност почиње да опада“. Од њега почиње и касније готово инсистентно везивање одлика барока за неке периоде античке уметности, па и књижевности (нарочито често у „сребрном добу“ латинске књижевности).
Суштински прелом у коришћењу овог термина представља појава књиге Хајнриха Велфлина Ренесанса и барок 1888. године: у њој је он не само аналитички приказао развој овог стила у Риму, већ размотрио и могућности примене овог термина у историји књижевности и музике. Након овог Велфлиновог позитивног вредновања барокне уметности уследио је низ студија из историје ликовних уметности, нарочито у Немачкој, али је његов покушај да термин пренесе и на књижевност остао неопажен. Права поплава студија у којима се тумаче барокне појаве појавила се пошто је Велфлин 1915. објавио Принципе историје уметности, у којима смену ренесансног и барокног принципа тумачи као темељни принцип развоја уметности. После Првог светског рата у Немачкој се појављује низ студија о бароку у немачкој литератури у 17. веку, антологије поезије из тога доба и сл. То није случајно: сличности тога тренутка са оним у 17. веку, после Тридесетогодишњег рата, као и оновремене експресионистичке поезије с барокном довели су до разумевања барока заснованом на истина анисторичном паралелизму, али и на наглој појави могућности прихватања уметности раније презиране због њених конвенција, због њених тобоже неукусних метафора, алегорија, морбидних или сензуалних тема. У другој и трећој деценији 20. века термин барок врло је широко прихваћен у студијама књижевности, нарочито у делима Италијана Марија Праца и, посебно, великог естетичара Бенедета Крочеа. У српској и хрватској историји књижевности шира употреба овог термина појављује се тек после Другог светског рата, пошто га је још 1908. употребљавао Драгутин Прохаска, у студијама Андрије Анђала и, много шире, у радовима о дубровачкој књижевности 17. века Драгољуба Павловића.

## Настанак барока
Основне карактеристике барока се већ налазе у ренесансној уметности Европе јер је он проширење и завршетак овог уметничког покрета и схватања и њених тенденција. У одређеном смислу он је негација ренесансе јер у себи садржи компоненту која произлази из средњовековног хришћанства. Ова компонента се нарочито показала после Тридентског концила у коме се решавао проблем реформације. Ренесанса је почела да се исцрпљује и око 1520. године настаје маниризам који је био гротескан и бавио се оптичким илузијама. Настанком барока овај став је превазиђен и пренебрегнут. Формулисане су јасне и разумљиве мисли и програм на препород хришћанства и због тога се често говори о католичкој реформацији. Јасно формулисани циљеви су створили релативно концизан језик који је назван барок. Најзначајнији представник уметничког правца од ренесансе прелаза ка маниризму и бароку је неоспорно Микеланђело Буонароти.

## Распрострањеност и главне карактеристике
Током 17. и 18. века се барок раширио у Европи. Проникао је у све токове живота (архитектура, сликарство, литература, позориште, музика). Био је то последњи универзални стил Европе који је настао у Италији и проширио се тако да следи Немачка, Аустрија, Француска, Холандија. Јавља се сатирање појединих граница између уметности са циљем стварања јединственог учинка. Немачка историја уметности ту јако сходно користи „Гезамткунстверк“ појам који се може превести као „целосна уметност“. Сликарство постаје илузионистичко. У архитектури се појављују пластични елементи и архитектура употребљава сликарство да би имитирала елементе грађевинарства (сводови, ребра, пиластери), ка повећању утисака на посматрача. Пластика се не примењује као самостално дело већ допуњава сликарство (драперије), употребљава се врло често орнаментална штукатура. Барок даје предност асиметрији, заобљењима избочинама и испупчењима као и просторним гестовима, ефектним перспективама и елеменат у бароку је и покрет. Док је ренесанса статична и употребљавала је круг, барок је динамичан и користио је елипсу или њене делове. Барок је био компонован за покрет и обилазак и стално откривање нових осовина посматрања као и рафиноване игре светлости и сенке. Док је класична композиција компоновала бесконачне визуре и видике барок је компоновао свратиште за поглед у виду смештања у визуру неке скулптуре или капелице тако да је рафиниранији и интимнији.

## Барокни град
Барокни град основан је на војној логици и остварен је у радијалном плану (Париски L'Etoile = звезда), обично је осмоугаоне основе с широким авенијама (Јелисејска поља, Champs-Élysées, у Паризу = моћ богатих у кочијама). Град се шири око квадратних или кружних тргова окружених вишеспратницама с неуредним зачељима.
Тргови су главни елемент барокног урбанизма, углавном су затворени, елиптичних основа, динамизираног простора, организовани помоћу вертикалних доминанти (ступови, обелиск, фонтане – Бернинијева Piazza Navona, Rim). Најпознатији је свакако Трг св. Петра Бернинија, из 1657. године. То је елипсасти трг са четвороструком колонадом са стране и отвореном улицом насупрот фасаде св. Петра. Са обе стране обелиска у центру трга налазе се две фонтане. Колонада ступова има двојну функцију: омеђава трг, и уједно га оставља приступачним. Постигнута је равнотежа затвореног и отвореног простора.

## Најзначајнији представници барока

### Архитектура
Рану барокну архитектуру репрезентују три уметника у првом реду то су Ђакомо дела Порта, Ђакомо Вињола и Карло Мадерно. Најзначајнији архитекти су: Ђовани Лорензо Бернини, Франческо Боромини и Гварино Гварини, а на њих се надовезују Пјетро да Кортона, Јохан Бернард Фишер вон Ерлах и Балтазар Нојман.

### Карактеристике архитектуре
- монументалност, тежња за стварањем утиска на човека, нагласак на осећањима, егзалтацију, унутрашњи напон, патос и сл.
- цркве су требале да буду слика неба на земљи а палате и замци репрезентовали су богатство и моћ,
- основа за зграду је била елипса или њени елементи,
- чест архитектонски елеменат је купола,
- употребљавали су се скупи материјали, злато и племенито дрво, као и бојени мермер.

### Сликарство
Барокне сликарске композиције су великих размера. Барок се формирао од теме која нагони човека на размишљање, и оне које је требало човека да дирну и да га нагоне на размишљање о потреби вере, црква се свим средствима трудила да задржи свој положај који је имала. Барок је примењивао све оно што је било већ пронађено. Развијао је односе светлости и сенке и тежио да развије драматику и патетику која се потенцирала снажном гестикулацијом и динамиком покрета и за разлику од статичне и смирене ренесансе. Појављују се сложене композиције и неретко се употребљава и дијагонална композиција слике. Најзначајнији барокни сликари су Каравађо, Дијего Веласкез, Петер Паул Рубенс, Рембрант ван Рајн, Ђовани Батиста Тијеполо, Пјетро Да Кортона, Андреа Позо и др.

### Скулптура
Синоним за барокну скулптуру Ђовани Лорензо Бернини, који је у свом делу у ком је образлагао своје ставове и осећања и мисли својим значајем такорећи одредио барокну скулптуру у бароку. Радио је на доградњи и декорацијама цркве Св Петра у Риму.

### Барокна музика
Највећи барокни музичари су: Јохан Себастијан Бах, Италијан Антонио Вивалди, као и творац барокних ораторијума Георг Фридрих Хендл.

### Барокна литература
У литератури се јавља неслагање о томе ко се може сврстати у барокне књижевнике. По најширем мишљењу ту спадају сви књижевници од 1550−1750 тако да би ту сврстали Мигел Сервантеса Саведра, који је написао свој роман Дон Кихот који се сматра првим романом који је по теорији књижевности написан као жанр романа, Молијера као и Вилијам Шекспира. У литератури се почело оперисати новим изражајним средствима, парадокс, контраст, апсурд, анафора.

## Барокно говорништво
Барокна реторика се карактерише опширним и украшеним говором, а најчешће понављањем и нагомилавањем епитета, симбола, алегорија, метафора... Бајке и приче служе за неговање и формирање морала. Употребљавале су се много и пословице, као и говорни описи слика које се позивају на Библију и античка дела. На крају 16. века се реторика користи за формирање јавног мишљења, а поред теолошког јавља се и политичко говорништво. Спектар тема је разноврстан.